# キノボリヤモリ
キノボリヤモリ（学名：Hemiphyllodactylus typus）は、キノボリヤモリ属に分類されるヤモリの1種。ジャワキノボリヤモリとも。

## 分布
原産地は不明であるが、インド、スリランカ、チャパ、インドネシア、タイ王国、オセアニア、ミャンマー、フィリピン、スラウェシ島、中国、台湾、ニューギニア、ニューカレドニア、ロイヤルティ諸島、トンガ、マルキーズ諸島、ソシエテ諸島、ソロモン諸島、フィジー、モーリシャス、レユニオン、ロドリゲス島に分布することが知られ、これらの中でも、少なくとも太平洋の小島嶼の個体群も移入であると考えられている。日本やハワイの侵入は確実。
日本では、1989年に西表島で確認されたものが初記録であり、その他、宮古島、多良間島、石垣島、小浜島、波照間島にも定着が確認されている。日本への侵入は植栽木・木材などの資材に紛れた非意図的導入であると考えられている。なお、日本に分布するものは、亜種 Hemiphyllodactylus typus typus Bleeker, 1860 とされている。

## 特徴
体長60 - 80mm、頭胴長33 - 45mmで、日本に生息するヤモリ類と比べると極めて胴長短足。胴・尾・四肢の表面に大型の顆粒状鱗を欠く。尾の断面はほぼ円形。
樹上性で、小型の昆虫類等を餌にすると考えられている。
日本国外では、直径6mmほどの球形の卵を1回で1 - 2卵を樹皮の内側に産卵することが知られているが、日本国内では雌のみ単為生殖すると考えられている。